# مارتین کومان
مارتین کومان (به هلندی: martin koeman) (زاده ۲۶ ژوئیه ۱۹۳۸ – درگذشته ۱۸ دسامبر ۲۰۱۳) یک بازیکن فوتبال اهل هلند بود که در پست مدافع بازی می‌کرد.